# Глухий губно-губний проривний
Глухий губно-губний проривний — приголосний звук, що існує в деяких мовах. У Міжнародному фонетичному алфавіті записується як ⟨p⟩. В українській мові цей звук передається на письмі літерою п. Більшість мов має простий [p], а деякі розрізняють декілька варіантів. Наприклад, у гінді, китайській, корейських та інших мовах простий [p] є акустичною парою придихового [pʰ].

## Назва
- Глухий білабіальний зімкнено-проривний приголосний
- Глухий білабіальний проривний приголосний (англ. voiceless bilabial stop)
- Глухий губно-губний зімкнено-проривний приголосний
- Глухий губно-губний проривний приголосний

## Властивості
Властивості глухого губно-губного проривного:
- Тип фонації — глуха, тобто повітря проходить крізь голосові зв’язки не спричиняючи вібрацію.
- Спосіб творення — проривний або зімкнений, тобто повітряний потік повністю перекривається.
- Місце творення — губно-губне, тобто він артикулюється обома губами.
- Це ротовий приголосний, тобто повітря виходить крізь рот.
- Це центральний приголосний, тобто повітря проходить над центральною частиною язика, а не по боках.
- Механізм передачі повітря — егресивний легеневий, тобто під час артикуляції повітря виштовхується крізь голосовий тракт з легенів, а не з гортані, чи з рота.

## Варіанти
| МФА | Опис          | МФА | Опис         | МФА | Опис      | МФА | Опис          |
| --- | ------------- | --- | ------------ | --- | --------- | --- | ------------- |
| p   | простий p     | pʰ  | придиховий p | pʲ  | м'який p  | pʷ  | огублений p   |
| p̚   | затримковий p | p̌   | дзвінкий p   | p͈   | твердий p | pʼ  | абруптивний p |

## Приклади
| Мова          | Слово         | МФА           | Значення  | Примітки                     |
| ------------- | ------------- | ------------- | --------- | ---------------------------- |
| англійська    | pack          | [pʰæk]        | пакувати  | Див. англійська фонетика     |
| баскська      | harrapatu     | [(h)arapatu]  | спіймати  |                              |
| бенгальська   | পানি            | [pani:]       | вода      | Див. бенгальська фонетика    |
| в'єтнамська   | nhíp          | [ɲip˧ˀ˥]      | пінцет    | Див. в'єтнамська фонетика    |
| гебрейська    | פּקיד          | [pakid]       | клерк     | Див. гебрейська фонетика     |
| гінді         | पल            | [pəl]         | момент    | Див. фонетика гінді          |
| голландська   | plicht        | [plɪxt]       | обов'язок | Див. голландська фонетика    |
| грецька       | πόδι          | [ˈpo̞ði]       | нога      | Див. Modern грецька фонетика |
| данська       | bog           | [ˈpɔ̽ʊ̯ˀ]       | книга     | Див. данська фонетика        |
| іспанська     | peso          | [ˈpe̞so̞]       | вага      | Див. іспанська фонетика      |
| італійська    | papà          | [paˈpa]       | тато      | Див. італійська фонетика     |
| каталанська   | parlar        | [pərˈɫa]      | говорити  | Див. каталанська фонетика    |
| китайська     | 爆炸/bàozhà   | [pɑʊ˥˩ tʂa˥˩] | вибухати  | Див. китайська фонетика      |
| корейська     | 풀/pul        | [pʰul]        | трава     | Див. корейська фонетика      |
| люксембурзька | bëlleg        | [ˈpɵ̞lɵ̞ɕ]      | дешевий   | Див. люксембурзька фонетика  |
| македонська   | пее           | [pɛː]         | співти    | Див. македонська фонетика    |
| малайська     | panas         | [pänäs]       | гарячий   |                              |
| маратхі       | पाऊस           | [pɑːˈuːs]     | дощ       | Див. фонетика маратхі        |
| німецька      | Pack          | [pʰak]        | пачка     | Див. німецька фонетика       |
| норвезька     | pappa         | [pɑpːɑ]       | тато      | Див. норвезька фонетика      |
| пашуто        | پانير         | [pɑˈnir]      | сир       |                              |
| польська      | pas           | [päs]         | пояс      | Див. польська фонетика       |
| португальська | pai           | [paj]         | тато      | Див. португальська фонетика  |
| російська     | плод          | [pɫot̪]        | плід      | Див. російська фонетика      |
| румунська     | pas           | [pas]         | крок      | Див. румунська фонетика      |
| словацька     | pes           | [pɛs]         | dog       |                              |
| турецька      | kap           | [kʰäp]        | чайник    | Див. турецька фонетика       |
| угорська      | pápa          | [ˈpaːpɒ]      | папа      | Див. угорська фонетика       |
| українська    | павук         | [pɐ.ˈβ̞uk]     | —         | Див. українська фонетика     |
| фінська       | pappa         | [pappa]       | дід       | Див. фінська фонетика        |
| французька    | pomme         | [pɔm]         | яблуко    | Див. французька фонетика     |
| чеська        | pes           | [pɛs]         | собака    | Див. чеська фонетика         |
| шведська      | apa           | [ˈɑːpʰa]      | мавпа     | Див. шведська фонетика       |
| японська      | ポスト/posuto | [posɯto]      | пошта     | Див. японська фонетика       |